# Cyrtomaia suhmii
Cyrtomaia suhmii is een krabbensoort uit de familie van de Inachidae. De wetenschappelijke naam van de soort is voor het eerst geldig gepubliceerd in 1886 door Miers.